# Răzoare (okręg Kluż)
Răzoare – wieś w Rumunii, w okręgu Kluż, w gminie Frata. W 2011 roku liczyła 36 mieszkańców.